# Deioneus sandizelli
Deioneus sandizelli is een garnalensoort uit de familie van de Alpheidae. De wetenschappelijke naam van de soort is voor het eerst geldig gepubliceerd in 2000 door Dworschak, Anker & Abed-Navandi.